# ابراهیما سیسوکو
ابراهیما سیسوکو (فرانسوی: Ibrahima Sissoko‎؛ زادهٔ ۲۷ اکتبر ۱۹۹۷) بازیکن فوتبال اهل فرانسه است.
از باشگاه‌هایی که در آن بازی کرده‌است می‌توان به باشگاه فوتبال استراسبورگ اشاره کرد.
وی همچنین در تیم‌های ملی فوتبال زیر ۱۹ سال فرانسه، زیر ۲۰ سال فرانسه و زیر ۲۱ سال فرانسه بازی کرده‌است.